# حفيظ (إب)

تعديل مصدري - تعديل

حفيظ محلة تابعة لقرية المشراق، التابعة لعزلة ميتم بمديرية إب إحدى مديريات محافظة إب في الجمهورية اليمنية.، بلغ تعداد سكانها 102 حسب تعداد اليمن لعام 2004.